# Gleichwie der Regen und Schnee vom Himmel fällt, BWV 18

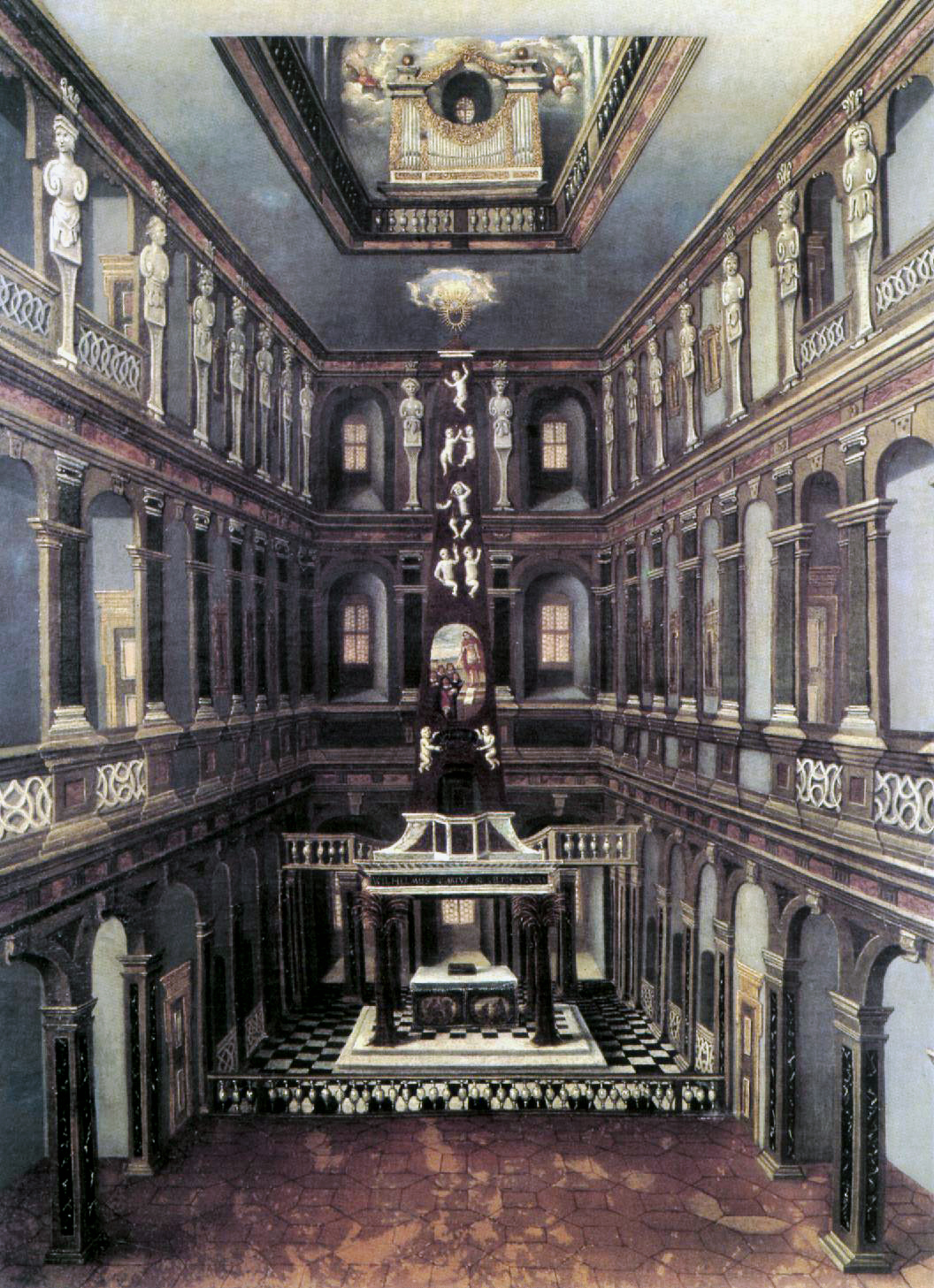
Schlosskirche en Weimar.

Gleichwie der Regen und Schnee vom Himmel fällt, BWV 18 (Como la lluvia y la nieve caen del cielo) es una de las primeras cantatas de iglesia escritas por Johann Sebastian Bach en Weimar para Sexagésima, el segundo domingo antes de Cuaresma, probablemente en 1713.

## Historia
Desde 1708 Bach trabajó para la corte en Weimar. El 2 de marzo de 1714 Bach fue nombrado Konzertmeister de la capilla cortesana de Weimar de los duques co-reinantes Guillermo Ernesto y Ernesto Augusto de Sajonia-Weimar. En este puesto asumió la responsabilidad principal de componer nuevas obras, concretamente cantatas para la Schlosskirche (iglesia del palacio), con una periodicidad mensual. Bach compuso esta obra durante su estancia en Weimar para Sexagésima, el segundo domingo antes del Miércoles de ceniza.
La cantata aparece relativamente temprano en la cronología de Bach de composiciones cantatas. Pudo haber sido compuesta para el 24 de febrero de 1715, pero más probablemente un año o dos antes. Christoph Wolff afirma: "El material de la interpretación original se ha conservado y nos permite fechar la obra en 1713". Bach interpretó la cantata de nuevo en Leipzig en 1724, con una orquestación más amplia e una tonalidad diferente. Fue entonces probablemente interpretada en el mismo servicio que la nueva composición Leichtgesinnte Flattergeister, BWV 181.

## Análisis

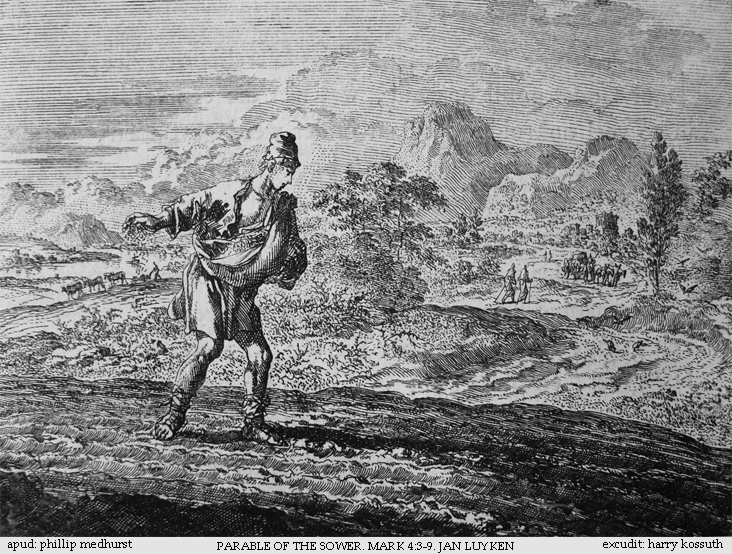
Parábola del sembrador de Jan Luyken.

### Texto
Las lecturas establecidas para ese día eran de la segunda epístola a los corintios, "el poder de Dios es fuerte en la debilidad" (2 Corintios 11:19-12:9), y del evangelio según San Lucas la parábola del sembrador (Lucas 8:4-15).
La cantata está basada en un texto escrito por Erdmann Neumeister para la corte de Eisenach y publicado en Gotha en 1711 en la colección Geistliches Singen und Spielen (Cantar y tocar espiritual), al cual Georg Philipp Telemann ya había puesto música. El texto cita a Isaías en el segundo movimiento, "Porque como desciende de los cielos la lluvia y la nieve,… así será mi palabra..." (Isaías 55:10-11), relacionado con el evangelio al comparar la palabra de Dios con la semilla. En el tercer movimiento, el poeta combina advertencias de los peligros para la palabra de Dios en el estilo de un sermón con cuatro líneas de oración de una letanía de Martín Lutero y el Salmo 118. El coral final es la octava estrofa del himno "Durch Adams Fall ist ganz verderbt" escrito por Lazarus Spengler en 1524.

### Instrumentación
La obra está escrita para tres solistas vocales (soprano, tenor y bajo) y un coro a cuatro voces; cuatro violas, violonchelo, fagot y bajo continuo. Como otras cantatas escritas en Weimar la orquestación consiste en una pequeña agrupación musical. El arreglo para cuatro violas es inusual. Con una orquestación similar, el Concierto de Brandeburgo n.º 6 también omite los violines. La segunda versión de esta cantata hecha para una interpretación que tuvo lugar en Leipzig añade dos flautas dulces, que doblan a las violas I y II una octava por encima. John Eliot Gardiner compara el efecto con el registro de cuatro pies de un órgano de tubos.

### Estructura
Consta de cinco movimientos.
1. Sinfonia
2. Recitativo (bajo): Gleichwie der Regen und Schnee vom Himmel fällt
3. Recitativo y coral (letanía) (tenor, bajo, coro): Mein Gott, hier wird mein Herze sein – Du wollest deinen Geist und Kraft
4. Aria (soprano): Mein Seelenschatz ist Gottes Wort
5. Coral: Ich bitt, o Herr, aus Herzensgrund

La cantata comienza con una sinfonia, en sol menor en la versión de Weimar, y en la menor en la versión de Leipzig. Las tonalidades en esta sección hacen referencia a la versión de Weimar, si bien la grabación de Masaaki Suzuki (publicada con comentarios de Klaus Hofman) utiliza las tonalidades de la versión de Leipzig. Hofmann señala que el "carácter luterano" de la obra, que cita una letanía de Lutero insertada en el tercer movimiento, y lo considera un "estudio del recitativo, explorando el recitativo secco de la ópera italiana, introducida por Erdmann Neumeister, y también el recitativo accompagnato con un rico acompañamiento instrumental. Gardiner considera que las tres cantatas para la ocasión, tratan sobre la palabra de Dios, "caracterizado por su vívida imaginación pictórica, un notable sentido del drama, así como por una música de gran frescura y poder que permanece en la memoria".
La sinfonia ilustra el caer de la lluvia y la nieve mediante frases descendentes. Sigue la forma da capo, es una reminiscencia tanto de una chaconne como de un concerto. Las cuatro violas y el continuo, junto con las partes de fagot y violonchelo, conforman un sonido insólito, calificado como "mágica sonoridad en tonos oscuros" por Gardiner. La cita de Isaías es cantada por el bajo, la vox Christi (voz de Cristo), en un recitativo secco. Se trata de la primera adaptación de Bach de un recitativo en una cantata de iglesia, sin seguir los patrones operísticos sino "una lúcida presentación del texto en un noble estilo, sumamente personal".
El movimiento central es único en las cantatas de Bach, la soprano del coro interrumpe la oración de los solistas masculinos cuatro veces, seguida por una conclusión del coro al completo "Erhör uns, lieber Herre Gott!" (Escúchanos, Señor Dios!). Los recitativos aparecen marcados como adagio en mi bemol mayor, mientras que la letanía intercalada es presentada de forma dramática (allegro en do menor). Gardiner compara la imaginería de los recitativos: "todo ello proporciona un vívido retrato, al estilo de Brueghel de una sociedad rural trabajando – el sembrador, el glotón, el diablo acechando, así como los villanos de pantomima, los turcos y los papistas. Compara el movimiento con el arreglo de Telemann sobre el mismo texto y declara:

«Por otro lado aquí está Bach, pareciendo saborear el contraste entre la arcaica letanía y su nuevo recitativo de estilo "moderno" en el que permite a sus dos solistas masculinos expresar ruegos personales de fe y resolución frente a múltiples provocaciones y astucia diabólica, con muestras cada vez más virtuosas de coloratura, modulaciones cada vez más amplias y extravagantes, figuralismos en las palabras "berauben" (robar), "Verfolgung" (persecución) y "irregehen" (vagar fuera de rumbo).»

La única aria, para soprano en mi bemol mayor, va acompañada por las cuatro violas al unísono. La cantata termina con un arreglo para cuatro voces de la estrofa del himno de Spengler, el primero de muchos posteriores que Bach estableció como conclusión de sus cantatas.

## Discografía selecta
De esta pieza se han realizado una serie de grabaciones entre las que destacan las siguientes.
- 1964 – J.S. Bach: Kantaten 18, 152. Jürgen Jürgens, Monteverdi Choir, Leonhardt-Consort, Agnes Giebel, Bert van t'Hoff, Jacques Villisech (Telefunken)
- 1967 – J.S. Bach: Kantaten 18, 62. Erhard Mauersberger, Thomanerchor, Gewandhausorchester, Adele Stolte, Peter Schreier, Theo Adam (Eterna)
- 1971 – J.S. Bach: Das Kantatenwerk Vol. 5. Nikolaus Harnoncourt, Wiener Sängerknaben, Chorus Viennensis, Concentus Musicus Wien, solista del Wiener Sängerknaben, Kurt Equiluz, Max van Egmond (Teldec)
- 1995 – J.S. Bach: Complete Cantatas Vol. 2. Ton Koopman, Amsterdam Baroque Orchestra & Choir, Barbara Schlick, Kai Wessel, Christoph Prégardien, Klaus Mertens (Antoine Marchand)
- 1997 – J.S. Bach: Cantatas Vol. 5 BWV 18, 143, 152, 155, 161. Masaaki Suzuki, Bach Collegium Japan, Midori Suzuki, Makoto Sakurada, Peter Kooy (BIS)
- 1999 – Bach Edition Vol. 5: Cantatas Vol. 2. Pieter Jan Leusink, Holland Boys Choir, Netherlands Bach Collegium, Marjon Strijk, Robert Getchell, Bas Ramselaar (Brilliant Classics)
- 2000 – Bach Cantatas Vol. 20. John Eliot Gardiner, Monteverdi Choir, English Baroque Soloists, Gillian Keith, James Gilchrist, Stephan Loges (Soli Deo Gloria)
- 2007 – J.S. Bach: Cantatas for the Complete Liturgical Year Vol. 6, BWV 18, 23, 1. Sigiswald Kuijken, La Petite Bande, Siri Thornhill, Petra Noskaiová, Marcus Ullmann, Jan van der Crabben (Accent)
- 2009 – J.S. Bach: Kantate BWV 18. Rudolf Lutz, Schola Seconda Pratica, Núria Rial, Makoto Sakurada, Dominik Wörner (Gallus Media)